# سيمون هيوز (سياسي)
السير سيمون هنري وارد هيوز (17 مايو 1951) هو سياسي بريطاني سابق. يشغل الآن منصب مستشار جامعة لندن ساوث بانك، ومستشارًا خارجيًا للجامعة المفتوحة والمستشار الاستراتيجي في المملكة المتحدة لشركة تالغو. شغل هيوز منصب نائب رئيس حزب الديمقراطيين الليبراليين منذ عام 2010 حتى عام 2014، واستلم منصب وزير دولة في وزارة العدل منذ عام 2013 حتى عام 2015. كان هيوز عضوًا في البرلمان عن دائرة بيرموندسي وساوثوورك الشمالية الانتخابية (والدوائر التي قبلها) منذ عام 1983 حتى عام 2015.
بقي هيوز رئيسًا لحزب الديمقراطيين الليبراليين حتى عام 2008 (إذ يرأس رئيس الحزب المجلس التنفيذي الفيدرالي للحزب، وهو مسؤول الحزب المنتخب الأول، ويمثل الحزب أيضًا في الوظائف الرسمية). رُشِّح هيوز مرتين لرئاسة الحزب وفشل بهما، وكان مرشحه غير الناجح لمنصب عمدة لندن في انتخابات عام 2004.
عُيِّن هيوز مستشارًا خاصًا في 15 ديسمبر عام 2010. عُيِّن أيضًا وزير دولة للعدل والحريات المدنية في ديسمبر عام 2013، وأعلن أنه سيتنحى عن منصب نائب رئيس الحزب عند انتخاب خلف له. شغل هيوز أيضًا منصب رئيس الهيئة الإدارية المحلية لكلية بيكون في روثرهايث، ورئيس شركة لندن بابل ثياتر، وكبير المديرين المستقلين لاتحاد كرة القدم في لندن، وأحد أعضاء مجلس أمناء نادي ميلوول ومسرح الوردة.

## الحياة السياسية والبرلمانية
انضم هيوز لأول مرة إلى الحزب الليبرالي في عام 1971، وذلك عندما سجل في النادي الليبرالي بجامعة كامبريدج عندما كان طالبًا هناك. كان المتحدث باسم البيئة منذ عام 1983 حتى عام 1988 تبعًا لكونه جزءًا من الاتحاد الحزبي الديمقراطي والليبرالي. انضم إلى الديمقراطيين الليبراليين الجدد في عام 1988 إلى جانب غالبية الليبراليين الآخرين، وعمل فيه متحدثًا باسم التعليم حتى عام 1992، والبيئة مرة أخرى حتى عام 1944، والصحة حتى عام 1997، والشؤون الداخلية حتى عام 2003. كان مرشح الحزب الديمقراطي الليبرالي في انتخابات عام 2004 لعمادة لندن، وجاء في المرتبة الثالثة بنسبة 15.22% من أصوات التفضيل الأولى.
أنتج هيوز في عام 1986 مع اثنين من أعضاء البرلمان الآخرين، آرتشي كيركوود ومايكل ميدوكروفت، وفرع الرابطة الوطنية لليبراليين الشباب وأفرع أخرى من الحزب كتاب عبر الانقسام: القيم الليبرالية في الدفاع ونزع السلاح. كانت هذه دعوة التجمع التي هزمت قيادة الحزب في النقاش حول قضية الردع النووي المستقل. يعتقد الكثيرون أن خطاب هيوز هو الذي فاز في ذلك اليوم لصالح المتمردين بأغلبية قدرها 23 صوتًا.
كان هيوز نائب رئيس مكتب المنتدى الديمقراطي الليبرالي المسيحي من بين مكاتب الحزب الأخرى، وذكر أيضًا أن «الترتيبات الدستورية الحالية لاتخاذ القرارات الإنكليزية غير مقبولة وتحتاج إلى تغيير». كان عضوًا في مجموعة بيفريدج اليسارية المعتدلة داخل حزب الديمقراطيين الليبراليين.
حقق المفوض البرلماني للمعايير مع هيوز لفشله في الإعلان عن تبرع بقيمة 10 آلاف جنيه إسترليني من شركة الخردة المعدنية ساوثوورك للمعادن إلى حزبه المحلي. لم يكن هناك ما يشير إلى أن السيد هيوز استفاد شخصيًا من التبرع، ووجد المفوض عدم تعمد انتهاكات القواعد، وأنه لم تكن هناك محاولة لإخفاء التبرعات. اعتذر هيوز للبرلمان عن أخطائه.
عُيِّن هيوز وزير دولة للعدل في ديسمبر عام 2013، وذلك بعد استقالة اللورد مكنالي الذي أصبح رئيسًا لمجلس عدالة الشباب. أعلن هيوز أنه سيتنحى عن منصب نائب رئيس الديمقراطيين الليبراليين بمجرد انتخاب خلف له، وذلك بعد قرار ينص على عدم شغل نائب الرئيس أي منصب في الحكومة الائتلافية.

## مناصب
- في الانتخابات الفرعية في مجلس العموم البريطاني [الإنجليزية]‏، انتخب عضو البرلمان الثامن والأربعون للمملكة المتحدة عن دائرة Bermondsey (UK Parliament constituency) [الإنجليزية]‏ خلال فترته النيابية ‏ (24 فبراير 1983 – 13 مايو 1983).
- انتخب عضو البرلمان الخمسون للمملكة المتحدة عن دائرة Southwark and Bermondsey (UK Parliament constituency) [الإنجليزية]‏ وقد انضم خلال فترته النيابية ‏ (19 مارس 1988 – 16 مارس 1992)  للكتلة البرلمانية الديمقراطيون الليبراليون.
- في الانتخابات العمومية للمملكة المتحدة 1983 [الإنجليزية]‏، انتخب عضو البرلمان التاسع والأربعون للمملكة المتحدة عن دائرة Southwark and Bermondsey (UK Parliament constituency) [الإنجليزية]‏ خلال فترته النيابية ‏ (9 يونيو 1983 – 18 مايو 1987).
- في الانتخابات العمومية للمملكة المتحدة 1987 [الإنجليزية]‏، انتخب عضو البرلمان الخمسون للمملكة المتحدة عن دائرة Southwark and Bermondsey (UK Parliament constituency) [الإنجليزية]‏ وقد انضم خلال فترته النيابية ‏ (11 يونيو 1987 – 19 مارس 1988)  للكتلة البرلمانية الحزب الليبرالي.
- في الانتخابات العامة في المملكة المتحدة 1992 [الإنجليزية]‏، انتخب عضو البرلمان الحادي والخمسون للمملكة المتحدة عن دائرة Southwark and Bermondsey (UK Parliament constituency) [الإنجليزية]‏ خلال فترته النيابية ‏ (9 أبريل 1992 – 8 أبريل 1997).
- انتخب Liberal Democrat Home Affairs spokesperson [الإنجليزية]‏ (2 مايو 1997 – 12 يونيو 2003).
- في الانتخابات العامة في المملكة المتحدة 1997 [الإنجليزية]‏، انتخب عضو البرلمان الثاني والخمسون للمملكة المتحدة عن دائرة ساوثآرك الشمالية وبيرموندسي وقد انضم خلال فترته النيابية ‏ (1 مايو 1997 – 14 مايو 2001)  للكتلة البرلمانية الديمقراطيون الليبراليون.
- في الانتخابات العامة في المملكة المتحدة 2001، انتخب عضو برلمان المملكة المتحدة الـ53 عن دائرة ساوثآرك الشمالية وبيرموندسي وقد انضم خلال فترته النيابية ‏ (7 يونيو 2001 – 11 أبريل 2005)  للكتلة البرلمانية الديمقراطيون الليبراليون.
- في الانتخابات العامة في المملكة المتحدة 2005، انتخب عضو برلمان المملكة المتحدة الـ54 عن دائرة ساوثآرك الشمالية وبيرموندسي وقد انضم خلال فترته النيابية ‏ (5 مايو 2005 – 12 أبريل 2010)  للكتلة البرلمانية الديمقراطيون الليبراليون.
- في انتخابات المملكة المتحدة لعام 2010، انتخب عضو برلمان المملكة المتحدة الـ55 عن دائرة Bermondsey and Old Southwark (UK Parliament constituency) [الإنجليزية]‏ وقد انضم خلال فترته النيابية ‏ (6 مايو 2010 – 30 مارس 2015)  للكتلة البرلمانية الديمقراطيون الليبراليون.
- انتخب عضو مجلس الشورى البريطاني.
- انتخب وزير الدولة للعدل [الإنجليزية]‏ (18 ديسمبر 2013 – 8 مايو 2015).
- انتخب Liberal Democrat frontbench team [الإنجليزية]‏ (2 مايو 1997 – 12 يونيو 2003).
- انتخب رئيس الحزب الليبرالي الديمقراطي (2005 – 31 ديسمبر 2009).
- انتخب Deputy leader of the Liberal Democrats [الإنجليزية]‏ (9 يونيو 2010 – 28 يناير 2014).

## وصلات خارجية
- الموقع الرسمي